# Millettia pterocarpa
Millettia pterocarpa é uma espécie vegetal da família Fabaceae.
Apenas pode ser encontrada na Malásia.